# Niels Sørensen
Niels Sørensen (Frederiksberg, 12 november 1951) is een voormalig Deens voetballer die in de periode van 1975 tot 1977 uitkwam voor FC Amsterdam en PEC Zwolle. Hij speelde als aanvaller.
Hij maakte deel uit van de selectie die in het seizoen 1976/77 de finale van de KNVB beker verloor van FC Twente.